# Sînivka, Lîpova Dolîna
Sînivka (în ucraineană Синівка) este localitatea de reședință a comunei Sînivka din raionul Lîpova Dolîna, regiunea Sumî, Ucraina.

## Demografie
Componența lingvistică a localității Sînivka
     Ucraineană (97,22%)
     Rusă (2,78%)
Conform recensământului din 2001, majoritatea populației localității Sînivka era vorbitoare de ucraineană (97,22%), existând în minoritate și vorbitori de rusă (2,78%).